# Семкович, Александер
Александер Семкович (пол. Aleksander Semkowicz; 1850—1923) — польский историк- медиевист, профессор Львовского университета, библиофил, исследователь творчества Адама Мицкевича, отец  польского учёного—историка Владислава Семковича.

## Научная деятельность
В 1892—1912 г. возглавлял университетскую библиотеку. Был редактором «Исторического ежеквартальника» (пол. Kwartalnik Historycznу).

## Сочинения
Является автором ряда научных работ, в частности:
- «Критического разбора Истории Польши Яна Длугоша до 1384 года»
- Introligatorstwo: z krótkim zarysem historii zdobnictwa opraw i 89 rycinami w tekście (1887)
- Walka o monarchią 1288 do 1294: ustęp z dziejów piastowskich (1892)
- Bibliografia utworów Adama Mickiewicza
- Opowiadania z dziejów powszechnych: dla niższych klas szkół gimnazyalnich i realnych (1907)